# Piancavallo
Piancavallo é uma fracção do município de Aviano e situada a 1.267 msnm.